# Jason Newsted

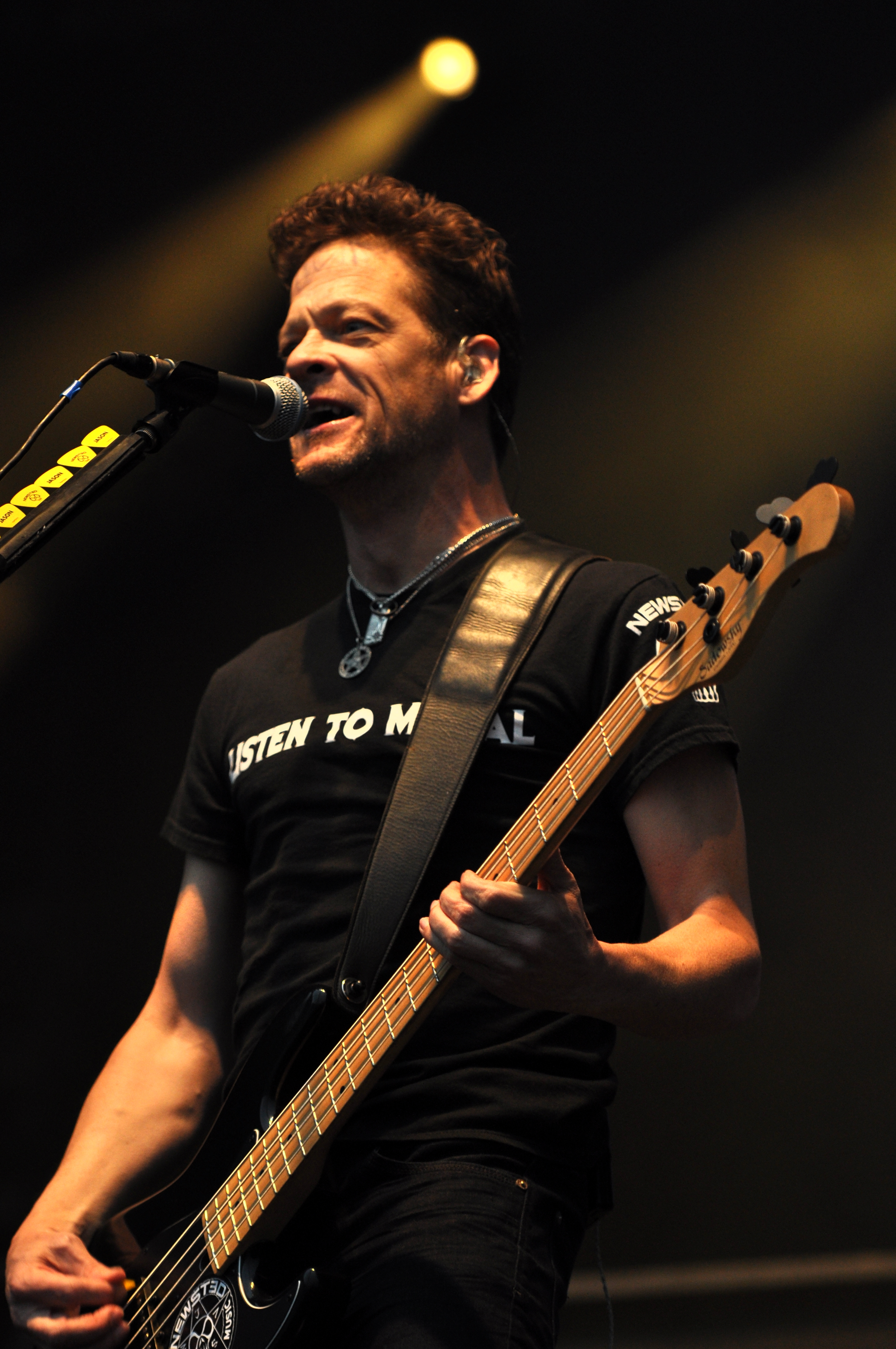
Jason Newsted beim Rock am Ring 2013

Jason Curtis Newsted (* 4. März 1963 in Battle Creek, Michigan) ist ein US-amerikanischer Bassist. Er war von 1986 bis 2001 Mitglied der Metal-Band Metallica und spielte von Mitte 2002 bis 2009 bei der kanadischen Thrash-Metal-Band Voivod. Er war außerdem Gründungsmitglied von Flotsam and Jetsam und unter anderem mit seinen Soloprojekten Echobrain und Papa Wheelie aktiv, zuletzt mit dem Projekt Newsted.

## Biografie
Geboren wurde Jason Newsted als Sohn eines Exportmanagers. Seine Mutter war in einem Zentrum für Gehörlose als Lehrerin tätig. Im Alter von 14 Jahren erhielt Newsted seinen ersten E-Bass. Nach dem Umzug der Familie nach Phoenix, Arizona gründete Newsted mit drei Freunden eine Metal-Band, die sie zunächst Dogz und später Flotsam and Jetsam nannten. Brian Slagel von Metal Blade Records war seit der Entdeckung der Band so begeistert, dass er ihr zahlreiche Auftritte in Arizona als Vorband verschaffte.
Nach dem Unfalltod  von Cliff Burton im September 1986 wurde Newsted dessen Nachfolger als Bassist von Metallica. Am 8. November 1986 trat er mit der Band dann erstmals im „Country Club“ von Los Angeles auf. In den folgenden Jahren nahm Newsted mit Metallica eine EP und fünf Studioalben auf. Während der intensiven Tourneen war er neben dem Bass auch für den Hintergrundgesang zuständig. Auf der Bühne übernahm er vielfach die Rolle des Anheizers und suchte den direkten Kontakt zum Publikum.
Anfang des Jahres 2001 verließ Newsted Metallica. Anfangs gab er Rücken- und Nackenprobleme durch sein jahrelanges, exzessives Headbangen als Begründung an. In diversen Interviews mit Newsted und James Hetfield, dem Frontmann Metallicas, wurden später andere Gründe deutlich. Bei Metallica wurde Newsted jahrelang nahezu jegliche kreative Entfaltung verwehrt. So wurde er in einem Zeitraum von rund 14 Jahren bei lediglich drei Titeln als Mitkomponist aufgeführt – und eines davon, My Friend of Misery (Black Album), war von ihm ursprünglich als Instrumentalstück geplant worden. Er suchte deswegen in diversen Nebenprojekten mit befreundeten Musikern Kompensation. Als er schließlich sein Soloprojekt „Echobrain“ professionalisieren wollte, wurde ihm das von Hetfield untersagt. Dies führte bei Newsted zu großer persönlicher und künstlerischer Enttäuschung, die ihn schließlich zum Austritt bei Metallica zugunsten seiner Nebenprojekte bewog.
Die erste Veröffentlichung von Echobrain erschien im März 2002 auf Newsteds eigenem Label, Chophouse Records; im selben Jahr stieg er bei Voivod ein. 2003 spielte er Bass bei Ozzy Osbourne, wo er Robert Trujillo ersetzte, der selbst kurz vorher Newsteds Position bei Metallica eingenommen hatte. Am 4. April 2009 trat Newsted zum ersten Mal seit 2001 zusammen mit seiner alten Band Metallica anlässlich der Aufnahme der Gruppe in die Rock and Roll Hall of Fame auf und spielte zusammen mit deren aktuellem Bassisten Robert Trujillo die beiden Songs Master Of Puppets und Enter Sandman.
Nachdem Newsted im Dezember 2011 bei allen vier Konzerten zum dreißigjährigen Bestehen Metallicas auftrat, entschloss er sich in der Folge, wieder eine Band zu gründen. Unter dem vorläufigen Projektnamen „Newsted Heavy Metal Music“ wurde eine EP produziert, auf der Newsted sowohl Bass spielt als auch singt. Anfang 2013 erschien das schlicht Metal betitelte Mini-Album mit vier Stücken als Download. Der Projektname wurde zu Newsted gekürzt. 2013 erschien das Debütalbum Heavy Metal Music, das sowohl in Deutschland, Österreich und der Schweiz die Top 20 der Albumcharts erreichte.
Mit Unterstützung der Konzertagentur Live Nation und Branchenexperte Daniel Lieberberg als Management sollte Jason Newsted Mitglied eines Bandprojekts namens Puritanzz and Pioneers werden, das sich aus zwei Mitgliedern der deutschen Rockband Böhse Onkelz, Sänger Kevin Russell und Gitarrist Matthias "Gonzo" Röhr, zusammensetzen sollte, nachdem sich die Böhsen Onkelz im Juni 2005 vorläufig aufgelöst hatten. Jedoch sprang Onkelz-Sänger Kevin Russell in Bezug auf seine Beteiligung wieder ab, weshalb das Bandprojekt nicht zustande kam.
Im April 2021 erklärte Newsted, mittlerweile seinen Frieden mit Metallica und seinem Ausstieg aus der Band gemacht zu haben. Aufgrund seiner mangelhaften körperlichen Verfassung, verursacht durch Operationen an seinen Schultern, könne er ohnehin keine energetischen und agilen Shows mehr mit Metallica wie in der Vergangenheit spielen, weshalb sich Newsted auf andere Musikprojekte konzentriere und nur noch wenige ausgewählte Konzerte spiele.

## Diskografie (Auswahl)
- Echobrain
  - Echobrain (2002)
  - Strange Enjoyment (2002) (EP)
  - Glean (2004) (writing credit on one song, producer)
- Flotsam and Jetsam
  - Doomsday for the Deceiver (1986)
  - No Place for Disgrace (1988) (writing credits on three songs)
  - Ugly Noise (2012) (credited for songwriting, but does not perform)
- Gov't Mule
  - The Deep End, Volume 2 (2002)
- IR8/Sexoturica
  - IR8 vs. Sexoturica (2002)
- Metallica
  - The $5.98 E.P. – Garage Days Re-Revisited (EP) (1987)
  - ...And Justice for All (1988)
  - Metallica (1991)
  - Live Shit: Binge & Purge (1993)
  - Load (1996)
  - Reload (1997)
  - Garage Inc. (1998)
  - Cunning Stunts (1998)
  - S&M (1999)
  - "I Disappear" (2000)
  - Six Feet Down Under (2010)
- Moss Brothers
  - Electricitation (2001)
- Newsted
  - Metal (EP) (2013)
  - Heavy Metal Music (2013)
- Papa Wheelie
  - Unipsycho (2002)
  - Live Lycanthropy (2003)
- Rock Star Supernova
  - Rock Star Supernova (2006)
- Sepultura
  - Against (1998) (track 14, "Hatred Aside")
- Speedealer
  - Second Sight (2002) (producer)
- Tina Turner & Elisa Toffoli
  - Teach Me Again (2006) (Single)
- Unkle
  - Psyence Fiction (1998)
- Voivod
  - Voivod (2003)
  - Katorz (2006)
  - Infini (2009)
- WhoCares
  - Out of My Mind / Holy Water (2011)